# Piper payanum
Piper payanum är en pepparväxtart som beskrevs av Truman George Yuncker. Piper payanum ingår i släktet Piper och familjen pepparväxter. Inga underarter finns listade i Catalogue of Life.